# Мокрунов, Михаил Сергеевич
Михаил Сергеевич Мокрунов (1880 — ?) — крестьянин, депутат Государственной думы I созыва от Смоленской губернии.

## Биография
Родился в 1880 году (один из самых молодых депутатов государственной Думы 1-го созыва). Из крестьян деревни Горюнково Мигновичской волости Краснинского уезда Смоленской губернии. Окончил народное училище. Занимался хлебопашеством, но из-за маленьких размеров надела вынужден был уехать на заработки в Санкт-Петербург. В Петербурге 5 лет работал на фабрике механической обуви. Вернулся в родную деревню в 1905 году. Член Всероссийского Крестьянского союза. Земледелец.
14 апреля 1906 избран в Государственную думу I созыва от общего состава выборщиков Смоленского губернского избирательного собрания. Вошёл в Трудовую группу. Подписал законопроект «33-х» по аграрному вопросу. Выступил в прениях по аграрному вопросу. Сообщил Думе об избиении депутата Т. И. Седельникова.
Сразу после указа о роспуске Думы подвергся обыску, проведённому полицией. В 1908 году приговорён к году тюрьмы за противоправительственную агитацию. Не позднее апреля 1911 года эмигрировал в Париж.
Дальнейшая судьба и дата смерти неизвестны.